# Air Alps

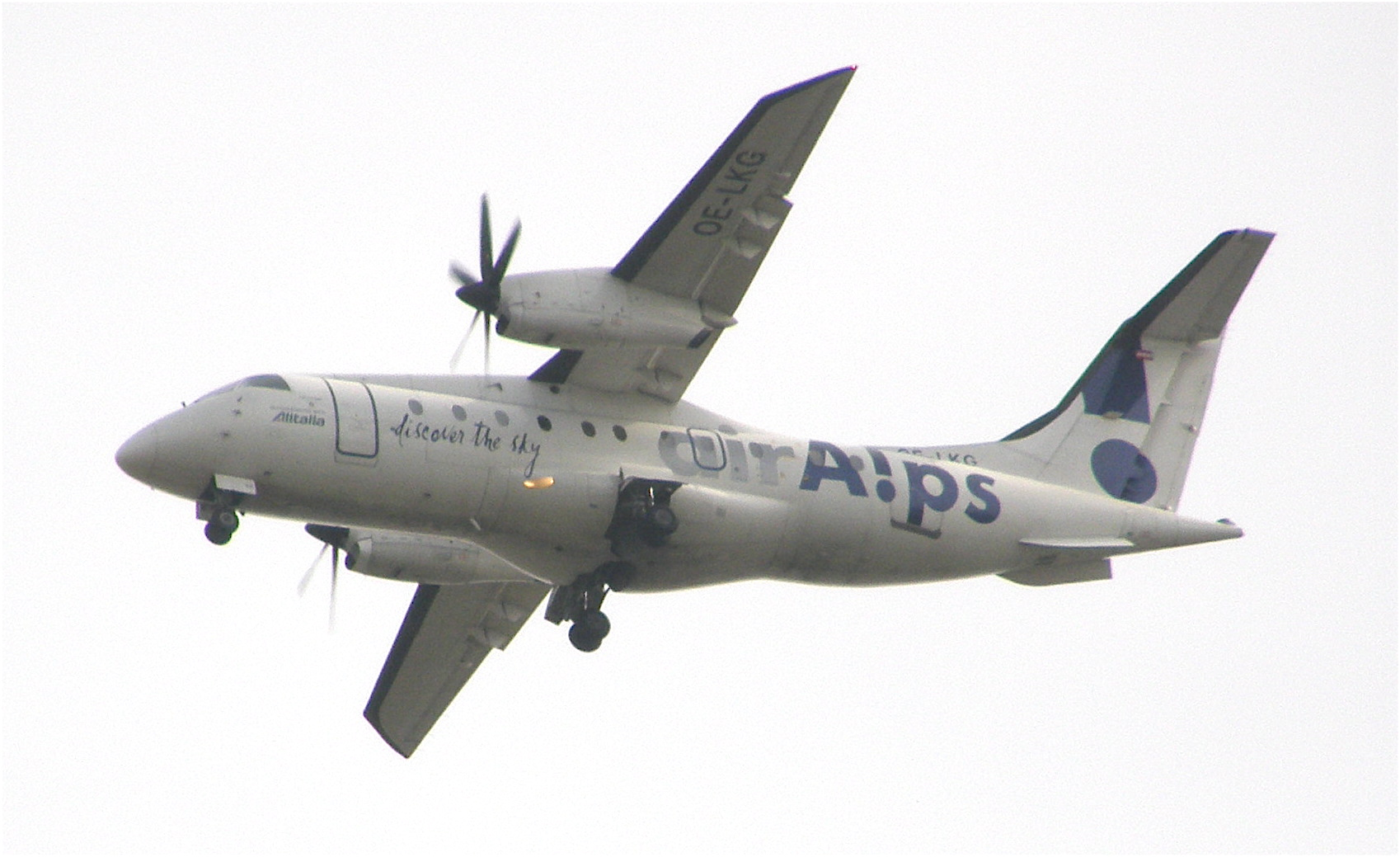
Máy bay Dornier 328-110 của Air Alps

Air Alps tên đầy đủ là Air Alps Aviation (mã IATA = A6, mã ICAO = LPV) là hãng hàng không dặt trụ sở ở Innsbruck, (Áo). Hãng có căn cứ chính ở Sân bay Innsbruck và 2 căn cứ phụ ở Sân bay quốc tế Malpensa (Milano) và Sân bay quốc tế Leonardo da Vinci (Roma).

## Lịch sử
Air Alps được thành lập năm 1998 do công ty "Air Angadina" sở hữu 49% vốn, số 51% vốn còn lại thuộc về Dietmar Leitgreb - chủ tịch kiêm giám đốc điều hành của Air Angadina. Hãng bắt đầu hoạt động từ ngày 28.3.1999 với 2 máy bay Dornier 328. Năm 2000 hãng mua thêm 3 máy bay Dornier nữa. Năm 2001 một nhóm nhà đầu tư ở tỉnh Bolzano-Bozen (Ý) thuộc Tập đoàn "Alpen-Air" mua 89,82% vốn, Sudtiroler Transportstrukturen mua 7% và Beteiligungs-und Finanzierungs mua 3,18%. Hãng hiện có 160 nhân viên, trong đó 60 người ở Innsbruck và 100 người ở Ý.

## Các nơi đến
(Tháng 12/2007):
- Áo

- Innsbruck

- Ý

- Ancona
- Bolzano
- Cuneo
- Foggia
- Milano
- Palermo
- Perugia
- Rimini
- Roma

Ngoài ra, hãng cũng có các chuyến bay theo mùa tới Dortmund, Hanover (Đức) và các chuyến bay thuê bao.

## Đội máy bay
- 7 Dornier 328-110